# Centrale thermique de Paiton
La centrale de Paiton est une centrale au charbon située en Indonésie dans la province de Java oriental. Elle a une capacité maximale de 4 040 MW.